# 갈리치아

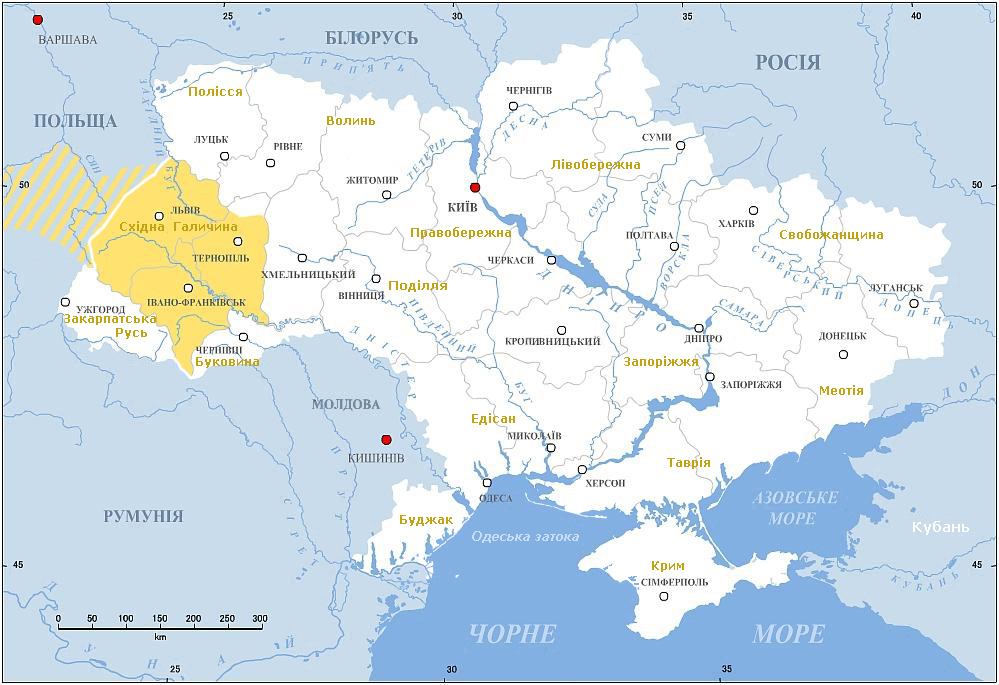
갈리치아의 영역

갈리치아(영어: Galicia, 독일어: Galizien 갈리치엔[*], 폴란드어: Galicja 갈리치아[*], 우크라이나어: Галичина 할리치나[*])는 동유럽의 역사적 지역이다. 현재의 우크라이나의 서부와 폴란드의 남동부에 걸쳐 있으나 대부분이 우크라이나 영역이다. 중심적 도시는 르비우이다.
1918년 오스트리아-헝가리 제국이 해체되기 이전까지는 합스부르크 왕가의 지배를 받았으며, 갈리치아-로도메리아 왕국(우크라이나어: Королівство Галичини та Володимирії, 폴란드어: Królestwo Galicji i Lodomerii, 독일어: Königreich Galizien und Lodomerien)이라는 행정 구역이었다. 제1차 세계대전 이후에는 폴란드 제2공화국의 영토가 되었다가, 제2차 세계대전 이후 소비에트 연방에 속해 있던 우크라이나 소비에트 사회주의 공화국의 영토로 확정되었고, 서쪽 일부 지역만이 폴란드 인민 공화국의 영토가 되었다.
많은 역사와 문학 서술속에서 세계시민주의의 고향으로 언급된다. 오스트리아 제국 다민족 사회의 평화적 공존이 이뤄지며 문화적 통합을 상징하는 지역으로서의 갈리치아는 여러 민족이 화합을 이루며 살아가는 공간으로 세계동포주의와 트랜스 내셔널리즘을 상징하는 지역이었고, 따라서 현대 이 지역 유대인들에게 자신의 조상이 갈리치아인이라는 자부심을 갖게 했다.
하지만 이러한 이미지의 형성에는 제1차 세계대전이라는 분열의 시대를 살아간 당대 지식인들이 일종의 정신적 고향을 찾고자 했던 노력이 있으며 이들 지식인들은 전쟁으로 자신들이 지향하던 세계시민주의적 신념의 좌절을 극복하고자 했던 것이었다. 이러한 배경에서 현실에서는 이뤄질 수 없는 것들에 대한 동경이 갈리치아의 역사적 현실에 동떨어진 일종의 갈리치아 신화를 만들어낸 것으로 볼 수 있다. 현재도 여행 산업과는 거리가 있는 지역이다.

## 참고 문헌
- 목승숙 (2022년 5월). “여행문학을 통해 본 갈리치아 신화 - 마르틴 폴락의 『갈리치아로』와 카스파 슈네츨러의 『갈리치아에 대한 향수』”. 《독일언어문학》 (한국독일언어문학회) (96): 177-199.

## 같이 보기
- 부코비나